# 第二次世界大戰中的中立國

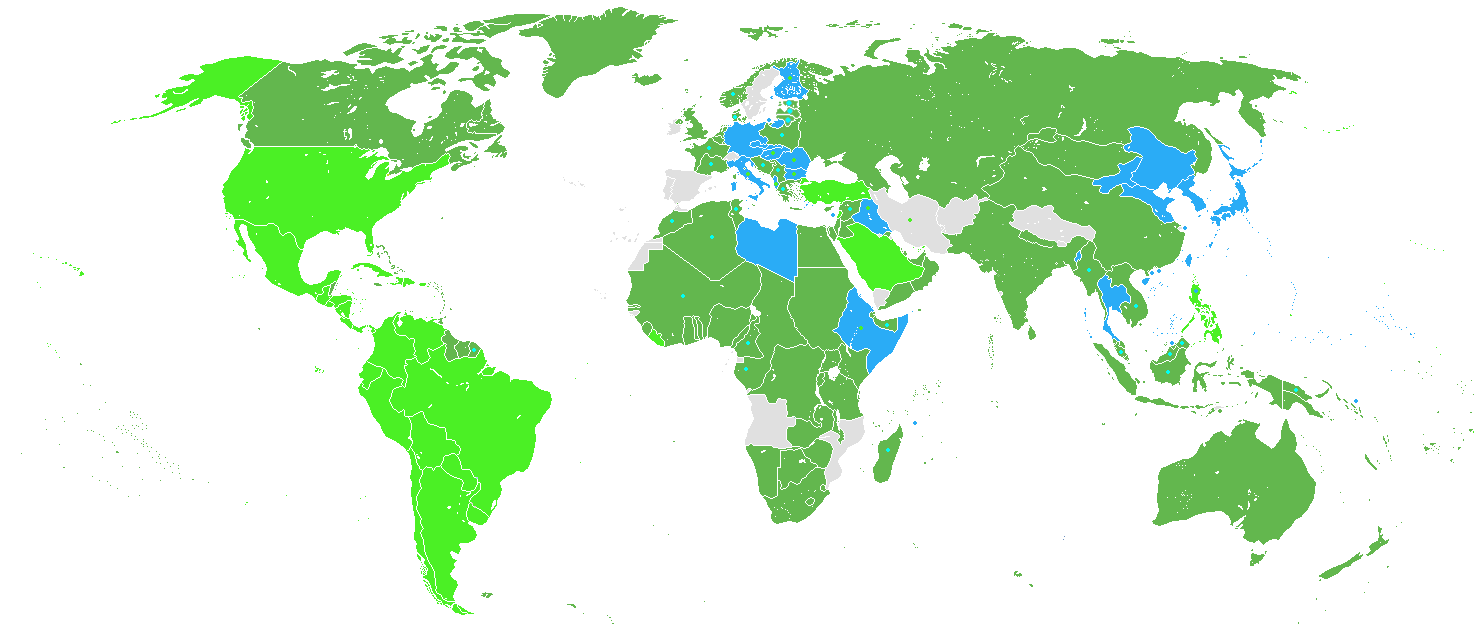

在第二次世界大戰期間有部分國家保持中立，這其中不乏在海外擁有大量殖民地或擁有強大經濟實力的國家。 
一般來說，中立國在第二次世界大戰（二戰）期間沒有正式表明立場，以期避免受到攻擊。然而，葡萄牙、瑞典和瑞士都透過向英國提供「志願旅」來幫助同盟國。而西班牙則疏遠同盟國並支持軸心國，且向他們提供自己的志願旅藍色師。值得注意的是西班牙在德國入侵波蘭前五個月的1939年4月1日才剛結束內戰。這場內戰被認為二戰的前奏，有多個外國介入，當中不少隨後又參與了二戰。
美國等大部分美洲國家於開戰之初一直保持中立。直到1941年12月8日，即日本襲擊珍珠港的第二天，美國正式加入同盟國參戰，多國隨即跟隨參戰。
1929年義大利與梵蒂岡簽署的《拉特朗条约》要求教宗保持「在國際關係中永久中立」，使梵蒂岡成為一個中立國家。
一些國家儘管努力保持中立，但仍遭受入侵。其中，納粹德國於1940年4月9日入侵丹麥和挪威，英軍隨後於4月12日出兵佔領丹麥的領土法羅群島，以阻止法羅群島落入德國人手中。同年5月10日，德国入侵比利時、荷蘭和盧森堡。同日，英國入侵丹麥的附屬國冰島並建立了一支佔領軍，隨後被當時中立的美國接管。蘇聯於1940年6月入侵波羅的海三國。在巴爾幹半島，希義戰爭於1940年10月28日爆發，南斯拉夫於1941年4月遭到入侵。伊朗也於1941年8月遭到英國和蘇聯的攻擊和佔領。

## 歐洲

### 波羅的海三國
爱沙尼亚、 立陶宛、 拉脫維亞 – 波羅的海三國於1938年11月18日在里加舉行的波羅的海外交部長會議上聯合宣布中立，同年晚些時候，各自的議會通過了中立法。儘管如此，三國都先後被蘇聯佔領了兩次及被納粹德國占領一次。戰後蘇聯對波羅的海國家的佔領一直維持至1991年8月波羅的海國家重獲獨立為止。

### 冰島
冰岛王国 – 冰島於1944年前為丹麥王國的附庸國。1940年4月9日，丹麥被纳粹德国占领。为阻止德国佔領冰島，英國在劝说冰岛政府加入盟军失败后，于1940年5月10日上午入侵冰島，自此起冰島被盟軍佔領。

### 愛爾蘭
愛爾蘭 – 在二戰期間歐洲開始爆發戰爭後，愛爾蘭議會在總理埃蒙·德·瓦莱拉主導下採取中立政策。 儘管受到德國多次空襲以及同盟國和軸心國均對愛爾蘭運輸船隊進行了多次襲擊，但在整場戰爭期間愛爾蘭一直能夠維持中立，而未曾加入同盟國或軸心國。值得注意的是英國曾經提議讓北愛爾蘭加入愛爾蘭，以換取愛爾蘭加入同盟國。唯英國政府在提出這一建議前根本未曾知會北愛政府，且德·瓦莱拉亦未能確保最後愛爾蘭真的得以統一等現實因素而最後拒絕這提議。

### 葡萄牙
葡萄牙在第二次世界大戰期間保持中立。葡萄牙在開戰之初就指出過去近600年所建立的英葡聯盟仍然有效，然而由於英國並未尋求葡萄牙的軍事援助，葡萄牙仍能夠保持中立。當中很大的原因是因為英國希望借著葡萄牙保持中立以抑制西班牙也保持中立，而非加入軸心國。葡萄牙在臨近二戰尾聲的1944年11月28日與美國簽署軍事協議，允許美國使用亞速爾群島的秘密軍事基地。這違反了葡萄牙的中立性，使葡萄牙成為同盟國中的非交戰國。
葡萄牙殖民地：
 葡屬西非
 葡屬維德角
 葡屬幾內亞
 葡屬印度
 葡屬澳門
 葡屬東非
 葡属圣多美和普林西比
 葡屬帝汶 (1942至45年期間被大日本帝国佔領)

### 西班牙
西班牙佛朗哥政權最初保持中立，但當義大利於1940年6月參戰時，弗朗西斯科·弗朗哥將西班牙的地位改為非交戰國並佔領丹吉爾。自1940年6月起佛朗哥政權越加傾向於干涉主義。時任外交部長拉蒙·塞拉诺·苏涅尔是一位著名的法西斯主義者及親德派，在政府中極具影響力。然而，即使在與德國官員進行了幾次會面之後，包括1940年10月23日佛朗哥和希特勒之間的昂代會面，西班牙也沒有正式加入戰爭。西班牙不願參加戰爭的大部分原因是西班牙依賴來自美國的進口，且西班牙仍未從內戰中恢復過來，加上佛朗哥知道他的武裝部隊將難以抵禦英國進攻加那利群島和西屬摩洛哥。

1940年10月，佛朗哥和希特勒在昂代會面。

隨着巴巴羅薩行動將主要戰區從地中海轉移至東方，西班牙不再感興趣插手干預。然而影響力下降的蘇涅爾仍然能夠創建由西班牙志願者組成的藍色師為軸心國而戰，惟該師只能與蘇聯軍隊作戰。隨著戰爭風向明顯轉向有利於同盟國，佛朗哥於1943年10月將西班牙的地位恢復為嚴守中立。
在戰爭的大部分時間裡，西班牙一直是納粹德國的主要戰略鎢礦供應商。在盟軍越加沉重的外交和經濟壓力下，西班牙於1944年5月2日與美國和英國簽署了一項秘密協議，大幅限制對德國的鎢出口，並將德國間諜驅逐出西班牙領土。

### 瑞典
瑞典 – 在戰前，瑞典和其他北歐國家宣布計劃會在任何大型歐洲衝突中保持中立。當芬蘭在冬季戰爭中被蘇聯入侵時，瑞典將其立場轉變為非交戰國。因為「非交戰國」不受國際條約界定，這使得瑞典擺脫了對中立國的限制。也因此瑞典政府在冬季戰爭期間得以支持芬蘭，允許休假的德國士兵穿越瑞典，並一度允許一個戰鬥師從挪威經瑞典前往芬蘭。瑞典國防軍在戰間期經歷了嚴重的縮編，因此到1940年已無力抵抗德國的軍事威脅。在二戰期間，德國軍隊得以穿越芬蘭和瑞典以及瑞典的鐵礦石都大大幫助了德國的戰爭進度。
至1943年，瑞典國防軍已有了很大改善。再加上德國在戰場上開始敗退以及同盟國日益增加的壓力等因素，瑞典終止了與德國的所有此類交易。希特勒曾考慮入侵瑞典，但由於戈林的抗議，希特勒最終放棄了這個計畫。瑞典斯凱孚公司提供了德國使用的大部分滾珠軸承。
丹麥抵抗運動與瑞典合作，於1943年營救丹麥猶太人並將他們運送至瑞典。芬馬克重光期間，瑞典派遣挪威「警察」部隊越過邊境與盟軍匯合。戰爭尾聲時，如果佔領國德意志國防軍拒絕全面停戰，瑞典已準備加入盟軍對挪威和丹麥的入侵。

### 瑞士
瑞士 – 如同第一次世界大戰一樣，瑞士跟隨其歷史慣例在二戰其間保持中立。瑞士長期依賴德國的煤炭，德國供應了瑞士將近一半的煤炭需求，德國亦藉此以煤炭禁運相要脅。瑞士也靠著保持中立以此保護自己的銀行業利益免於軸心國的掠奪，並為軸心國擔當洗錢功能。納粹掠奪了不少人（包括集中營受害者）的財產以累積財富。在1998年，负责调查瑞士战时与纳粹合作项目的伯杰尔委员会估計，瑞士國家銀行持有價值4.4億美元（相當於1998年的40億美元）的納粹黃金，其中3.16億美元據信來自掠奪。據估計，約有91噸的納粹黃金透過瑞士銀行洗白，戰爭結束時只有3.6噸被歸還 。
瑞士軍隊多次向侵犯其領空的轟炸機開火；納粹德國曾多次侵犯瑞士領空。在法國戰役期間，德國飛機至少197次侵犯瑞士領空。在1940年5月10日至1940年6月17日期間，瑞士共擊落了11架納粹德國空軍飛機。瑞士亦多次擊落飛越其領土的盟軍飛機。戰爭期間瑞士的城市亦數次遭到同盟國飛機誤炸。
希特勒確實曾計劃入侵瑞士，但瑞士已經在山中建立了複雜的防禦工事並集結了數千名士兵，以阻止軸心國的任何入侵。由於瑞士山區條件極為惡劣，及希望保持瑞士的中立性以方便洗錢，希特勒決定轟炸英國，而不是與瑞士進行代價高昂的戰爭。

### 微型國家

#### 安道爾
安道尔在整個第二次世界大戰期間保持中立。

#### 列支敦士登
列支敦斯登–在第二次世界大战期间，列支敦士登在保持中立的同时也是少数几个不承认慕尼黑协定以及第三帝国占领捷克斯洛伐克的欧洲国家之一，并且在二战中始终承认捷克斯洛伐克流亡政府为合法政府。此外，列支敦士登在戰爭期間盡可能緊密地與瑞士聯繫在一起，以希望保持該國的中立性。在战争快要结束时，捷克斯洛伐克和波兰夺取了在其认为是德国领土的地区，而剥夺了列支敦士登王朝在波希米亚、摩拉维亚和西里西亚世袭的全部土地及所有权。列支敦士登亲王至今依然对这些土地提出主权要求，要求捷克和斯洛伐克归还所占领土。
另外列支敦士登在二战快要结束时，曾拒绝苏联的遣返要求而为大约500名俄罗斯解放军士兵（一支编入德意志国防军的俄罗斯投敌部队）提供政治庇护。值得注意的是列支敦士登是唯一拒絕蘇聯要求遣返俄羅斯人的國家，並告知蘇聯政府只有那些想回家的俄羅斯人才會被遣返。

#### 摩納哥
摩納哥–儘管摩納哥為中立國，義大利仍在1942年11月11日出兵軍事佔領摩纳哥。1943年9月8日義大利投降後改由納粹德國佔領摩納哥。1944年9月盟軍收復摩納哥。

#### 聖馬力諾
圣马力诺–儘管聖馬力諾在二戰期間是被法西斯黨統治的一黨制國家，聖馬力諾依舊保持中立，沒有跟隨意大利加入戰爭。唯在1944年9月盟軍在圣马力诺战役中進迫時，德軍和盟軍曾先後短暂占领聖馬力諾。

#### 梵蒂岡
梵蒂冈在庇護十二世治理下，於第二次世界大戰期間嚴守中立。儘管羅馬於1943年至1944年間被納粹德國所佔領，梵蒂岡城本身未被佔據。在战争期间，梵蒂冈组织了广泛的人道主义援助，但庇護十二世亦因對納粹大屠殺沉默而飽受批評。戰爭後梵蒂岡高層亦被指協助納粹及法西斯分子逃離歐洲。

## 亞洲

### 阿富汗
阿富汗王國在整個第二次世界大戰期間保持中立。

### 不丹
不丹在整個第二次世界大戰期間保持中立。

### 伊朗
伊朗王國在二戰期間保持中立，惟盟軍為了肃清軸心國在伊朗的势力仍然入侵伊朗，结果親納粹德國的伊朗国王礼萨汗被迫退位。

### 沙烏地阿拉伯
沙烏地阿拉伯於1939年9月11日與德國斷絕外交關係，並於1941年10月與日本斷交。儘管在名義上保持中立，沙烏地阿拉伯仍向盟軍提供了大量石油。1943年，沙烏地阿拉伯與美國建立外交關係，並准許美國在宰赫兰附近建造一座空軍基地。在盟軍以全面參戰作為邀請沙烏地阿拉伯加入聯合國創始會議的條件後，沙烏地阿拉伯於1945年2月28日向德國宣戰，並於同年4月1日對日本宣戰，但宣戰後並未實行任何軍事行動。

### 西藏
西藏在整場第二次世界大戰期間都保持中立。雖然西藏事實上獨立並處於達賴喇嘛的統治之下，但國際社會普遍將其視為中華民國的一個地區省份。1943年，西藏政府在拉薩接待了來自美國的戰略情報局軍官。二戰結束後，國民黨在第二次國共內戰中被共產黨擊敗，解放軍隨後於1951年進駐西藏。

### 土耳其
土耳其一直保持中立，直到戰爭結束前幾個月才加入了同盟國。戰爭爆發前，土耳其於1939年與法國和英國簽署了互助條約。然而，在德國入侵法國之後，土耳其以「軍事行動可能與蘇聯發生衝突」為由以及因法國迅速淪陷仍然保持中立。1941年6月，在鄰國保加利亞加入軸心國並允許納粹德國派遣軍隊取道入侵南斯拉夫和希臘後，土耳其與德國簽署了友好條約。1943年1月30日，邱吉爾及其軍事參謀在阿達納會議上會見了土耳其總統伊斯麥特·伊諾努，試圖說服土耳其加入同盟國並對抗軸心國，但土耳其當時並沒有改變其立場。
土耳其是鉻鐵礦的重要生產國，這是一種對冶金具有戰略意義的材料，而德國獲取這種資源的渠道有限，因此鉻鐵礦成為土耳其與兩方談判的關鍵議題。儘管土耳其曾同意向納粹德國供應鉻鐵礦，但最終反悔，並在英美兩國同意從土耳其購買乾果和煙草後轉而將鉻鐵礦出售給美國和英國。1944年4月，土耳其停止向德國出售鉻鐵礦，並於同年8月與其斷交。1945年2月，在盟軍以全面參戰作為邀請土耳其加入聯合國創始會議的條件後，土耳其對軸心國宣戰，但土耳其軍隊從未實際參與戰鬥。

### 也門
葉門穆塔瓦基利亞王國在整個第二次世界大戰期間保持中立。

## 美洲
珍珠港事件前整個美洲基本上除加拿大以外並無國家加入任一陣營。珍珠港事件後多個美洲國家隨即跟隨美國向軸心國宣戰，包括哥斯達黎加、多明尼加、薩爾瓦多、危地馬拉、海地、洪都拉斯、尼加拉瓜、巴拿馬等。墨西哥和巴西分別在1942年向軸心國宣戰，智利、玻利維亞及哥倫比亞分別在1943年宣戰。

### 美國
美国在第二次世界大戰爆發初時依據1930年代中立法保持中立，儘管實際上傾向支持同盟國。然而，1940年春天的法國戰役促使美國通過《1940年遴選訓練及服役法》大幅擴充軍隊。同年12月29日，總統富兰克林·德拉诺·罗斯福宣稱，美國將在保持中立的同時，將透過提供物資成為盟軍的「民主兵工廠」。美國一直保持中立直到1941年12月8日，在珍珠港事件後翌日美國對日本宣戰。

### 阿根廷
阿根廷在1939年二戰爆發前一直有對歐洲戰爭保持中立的傳統，這一立場自19世紀以來便受到所有主要政黨的支持和維護。這項政策主因是阿根廷作為世界主要食品和農產品出口國之一，其出口對象主要為歐洲，尤其是英國。因此儘管阿根廷政府最初對同盟國表示同情並對英國提供了經濟援助，但中立主義的政治傳統仍占上風。
在日本突襲珍珠港、美國隨後對日宣戰後，美國開始加大對阿根廷的壓力，要求其加入戰爭。1943年阿根廷發生軍事政變後，因政變者被指同情軸心國，雙方關係進一步惡化。由於阿根廷軍方內部存在嚴重分歧與內鬥，即使在美國施加制裁後，阿根廷仍繼續保持中立。然而，在同盟國持續施壓下，阿根廷最終讓步，於1944年1月26日與軸心國斷交，並於1945年3月27日對其宣戰。超過4,000名阿根廷志願者參加了盟軍作戰。